# 島津義虎
島津 義虎（しまづ よしとら）は、戦国時代から安土桃山時代にかけての武将。薩摩国島津氏の分家・薩州家6代当主。薩摩出水の領主。

## 生涯
天文5年（1536年）、薩州家5代当主・島津実久の長男として誕生。室町幕府12代将軍・足利義晴より偏諱を賜い、晴久（はるひさ）と称す（義晴の死後であろうか、のちに陽久（読み同じ）に改名している）。
父・実久は薩摩守護職の座を巡り、相州家の島津忠良・貴久親子と対立したが、義虎は逆に従う姿勢をみせていた。実久が忠良親子に敗れ出水にて隠棲すると、島津義久の長女・於平を室とすることにより和解を図り、以後臣従した。ただし、実久と忠良親子の戦いは実久が没するまで続き、義虎の代になって臣従したとする説もある。
一方で、島津宗家を継いだ相州家へ臣従後も、しばしば独自とみられる行動をとることがあった。永禄6年（1563年）には上洛して13代将軍・足利義輝（義晴の子）に拝謁、重ねて一字拝領し、この頃に名乗っていた陽久から義俊（よしとし）、更には義虎へと改名している。また、東郷の領主である東郷重治（大和守）とは、義虎の家臣である湯田兵庫成重の秘蔵の飼犬が盗まれた事に端を発す諍いにより、天文16年（1547年）から約20年間争っており、たびたび合戦を繰り返した。更に永禄8年（1565年）3月には叔父・忠兼に肥後国天草の長島攻略を命じている。これは天文23年（1554年）に相良晴広により長島を追われた長島鎮真を庇護していたことが背景にあり、鎮真に代わって長島領主となっていた天草越前守を攻め滅ぼして、長島を薩州家の領有としている（なお、義虎は同7月8日には忠兼を謀殺している）。
永禄10年（1567年）より羽月城を守備、肥後相良氏の備えについた。永禄12年（1569年）、相良氏が島津方の和睦の使者を殺害し、菱刈氏との連合軍が挙兵すると、義虎は詰めていた羽月城を退去し、本領の出水へ退却したため義久の怒りを買っている。その後、天正6年（1578年）の高城川の戦いの際には大友氏に呼応する相良氏への備えとして、出水城を守った。天正9年（1581年）には相良氏討伐の先鋒となり遂に相良氏を下した。
他にも天正12年（1584年）3月の 龍造寺氏との沖田畷の戦いにも従軍し軍功を挙げた。
将軍義輝から「義」の字を賜っていることからも分かるように、島津一門では宗家当主の義久に次ぐ地位にあり、領地も出水のほか高城・水引・山野など3万1905石の禄高を領した。
天正13年（1585年）、死去。享年50。
義虎の子供の内、三男の忠清は一男一女をもうけ、この男子である忠影が新納氏を継ぎ、義虎五男の重高が入来院氏を継ぎそれぞれ薩摩藩士として存続した。また忠清の女子は島津忠恒に嫁いだ心応夫人であり、光久の母でもあるため、光久以降の薩摩藩主は女子を介してではあるが義虎の系譜を引いていることになる。